# Nasidius minotaurus
Nasidius minotaurus är en insektsart som beskrevs av Heinrich Hugo Karny 1929. Nasidius minotaurus ingår i släktet Nasidius och familjen Anostostomatidae. Inga underarter finns listade i Catalogue of Life.